# دير الشعبة (حجة)
دير الشعبة هي إحدى قرى الجمهورية اليمنية. تتبع جغرافيا لمحافظة حجة وإداريًا لمديرية خيران المحرق. يبلغ تعداد سكانها 1369 نسمة حسب الإحصاء الذي أجري عام 2004.